# Udvarhelyi Tölcséres Mihály
Udvarhelyi Tölcséres Mihály (Székelyudvarhely, 1670. – Kolozsvár, 1737. március 2.) református teológiai tanár Kolozsváron.

## Élete
Előbb Székelyudvarhelyen, majd 1686-tól a Debreceni Református Kollégiumban, 1693-tól Kolozsváron és 1697-től Nagyenyeden tanult. 1701-ben Máramarosszigeten lett rektor, ezután külföldre ment és 1705-től a franekeri egyetem hallgatója volt. 1707 tavaszától újból Máramarosszigeten működött mint rektor. 1721 tavaszán került Kolozsvárra tanárnak.
Latin verse van a Hedera Poeticában. (Debrecini 1686).

## Munkái
- Fő orvosság a testi halál félelme ellen embernek Isten akarattyán való megnyugovása, mellyről néhai meltsgs ... Kemény Simon úr ... hideg tetemeinek sírba tétetésének alkalmatosságával együgyűen beszélgetett Vétsén 1722. Hely n.
- Gyászbeszéd Kemény János urfinak koporsóba tétetésekor Kolosvárott ... Kolosvár, 1724. (Szomorú halotti Pompa c. gyűjteményében, többek beszédével együtt).